# Chavornay, Vaud
Chavornay är en ort och kommun i distriktet Jura-Nord vaudois i kantonen Vaud, Schweiz. Kommunen har 5 414 invånare (2023).
I kommunen finns också orterna Essert-Pittet och Corcelles-sur-Chavornay. De var tidigare självständiga kommuner, men inkorporerades 1 januari 2017 i Chavornay.